# مخطط كهربائية قلب أيسر مرشح عبر المريء
مخطط كهربائية القلب الأيسر المرشّح عبر المريء طريقة شبه جراحية لتخطيط كهربائية القلب. بإمكان هذه التقنية توفير معلومات إضافية حول نشاط كل من الأذين الأيسر والبطين الأيسر.

## تطبيق مسرى مريئي ثنائي القطب
يتطلب تسجيل مخطط كهربائية القلب الأيسر عبر المريء وجود مسرى كهربائي مريئي ثنائي القطب. مثلًا، يمكن استخدام مسرى توسليم (شركة أوسيبكا إيه جي، راينفيلدن، ألمانيا). يجب تطبيقه عبر الفم أو عبر الأنف إما مع أو بدون تخدير خفيف. لتسجيل مخطط كهربائية الأذين الأيسر عند البالغين ذوي الحجم المتوسط، توضع الأقطاب الكهربائية على بعد 38 سم مقاسةً بدءًا من الصف العلوي للأسنان. عند هذا الارتفاع، يمكن توقع السعة القصوى لانحراف الأذين الأيسر، ويتحقق ذلك بالتعديل الدقيق لاتجاه سلك التوصيل. بعد ذلك، يجب تثبيت المسرى الكهربائي على ذقن المريض باستخدام شريط لاصق.

## مخطط الكهربائية المرشح ثنائي القطب عبر المريء
لتجنب الأخطاء في مخطط كهربائية الأذين الأيسر عبر المريء ولتحسين تمايز انحراف الأذين الأيسر عن المركب البطيني، يوصى بالترشيح باستخدام مرشح باتروورث للتمرير العالي. مثلًا، يمكن استخدام روستوكفيلتر (شركة أوسيبكا إيه جي، راينفيلدن، ألمانيا) ملحقًا إلكترونيًا منفصلًا لأجهزة تخطيط كهربائية القلب لهذا الغرض. ليس من الضروري ربط أجهزة مختلفة من أجل تسجيل مخطط الكهربائية المرشح عبر المريء في حالة استخدام المبرمج آي سي إس 3000 (بيوترونيك جي إم بي إتش برلين، ألمانيا). توفر ميزة تسجيل مخطط الكهربائية عبر المريء في آي سي إس 3000 مخططًا كهربائيًا مرشحًا للأذين الأيسر باستخدام مرشح باتروورث للتمرير العالي. بالمشاركة مع مخطط كهربائية القلب السطحي، قد يكون تسجيل مخطط كهربائية الأذين الأيسر المرشح ثنائي القطب عبر المريء مفيدًا في جميع الحالات التي تتطلب التحديد الدقيق للنشاط الأذيني. 
يمكن مشاهدة الحد الأقصى لانحراف البطين الأيسر على عمق نحو 3-5 سم من الحد الأقصى لانحراف البطين الأيسر. يجب تعديل الاتجاه بدقة بهدف تسجيل الانحرافات القصوى في الأذين الأيسر أو البطين الأيسر، على التوالي. لتجنب الأخطاء في مخطط كهربائية الأذين الأيسر عبر المريء ولتحسين تمايز انحراف الأذين الأيسر عن المركب البطيني، يوصى بإجراء ترشيح عالي التردد. يمكن الحصول على نتائج جيدة باستخدام مرشح باتروورث 15 هرتز للتمرير العالي. في موضع الانحراف الأقصى للأذين الأيسر، لتحقيق الحد الأقصى من التشويش الذي يسببه ارتفاع (سعة) المركب كيو آر إس، يجب تحديد التردد الأدنى لمرشح التمرير العالي بدرجة 40 هرتز.

## الاستخدام

### مخطط كهربائية الأذين الأيسر المرشح ثنائي القطب عبر المريء لتحليل نظم القلب
بالمشاركة مع تخطيط كهربائية القلب السطحي، قد يكون تسجيل مخطط كهربائية الأذين الأيسر المرشح ثنائي القطب عبر المريء مفيدًا في جميع الحالات التي تتطلب التحديد الدقيق للنشاط الأذيني. من خلال تطبيق مسرى كهربائي ثنائي القطب في الموقع المريئي عند أقصى انحراف للأذين الأيسر واستخدام مرشح باتروورث عالي التمرير، يوفر مخطط كهربائية القلب الأيسر «واسمًا إضافيًا للأذين الأيسر». بهذه الطريقة، يمكن تمييز الأنشطة الأذينية بسهولة حتى لو كانت متراكبة بواسطة مركب كيو آر إس. لذلك، يمكن استخدام تسجيل مخطط كهربائية القلب الأيسر، مثلًا، للتمييز السريع بين تسرع القلب والانقباضات الخارجة.